# Noordam (Schiff, 1984)
Die Noordam war ein 1984 in Dienst gestelltes Kreuzfahrtschiff der Holland-America Line. Es blieb für die Reederei bis 2004 in Dienst. Im selben Jahr folgte die Übernahme das Schiffes als Thomson Celebration durch Thomson Cruises. Den Namen Marella Celebration trug das Schiff ab der Umbenennung von Thomson Cruises in Marella Cruises im Jahr 2017. Im April 2020 wurde das Schiff während der COVID-19-Pandemie ausgemustert und ging im Jahr 2022 zur Verschrottung nach Aliağa. Schwesterschiff war die Nieuw Amsterdam.

## Geschichte

### Holland-America Line

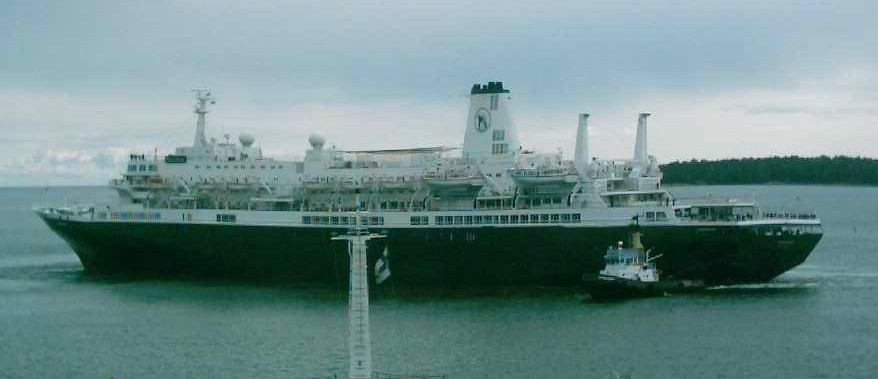
Die Noordam vor Helsinki, Juni 2003

Die Noordam wurde als eines von zwei Schiffen der N-Klasse unter der Baunummer X27 bei Chantiers de l’Atlantique in Saint-Nazaire gebaut und am 21. Mai 1983 vom Stapel gelassen. Nach der Übernahme durch die Holland-America Line am 2. April 1984 wurde das unter der Flagge der Niederländischen Antillen fahrende, in Sint Maarten registrierte Schiff, am 8. April 1984 für Kreuzfahrten in der Karibik in Dienst gestellt. Die 1983 in Dienst gestellte Nieuw Amsterdam war das weitestgehend baugleiche Schwesterschiff der Noordam.
1996 kam die Noordam unter der Flagge der Niederlande in Fahrt, Heimathafen wurde Rotterdam. 1996 wurde das Schiff nach Rotterdam verlegt, um in den folgenden acht Jahren für Kreuzfahrten in der Nord- und Ostsee eingesetzt zu werden. Im November 2004 musterte Holland-America die mittlerweile zwanzig Jahre alte Einheit aus.

### Thomson Cruises / Marella Cruises

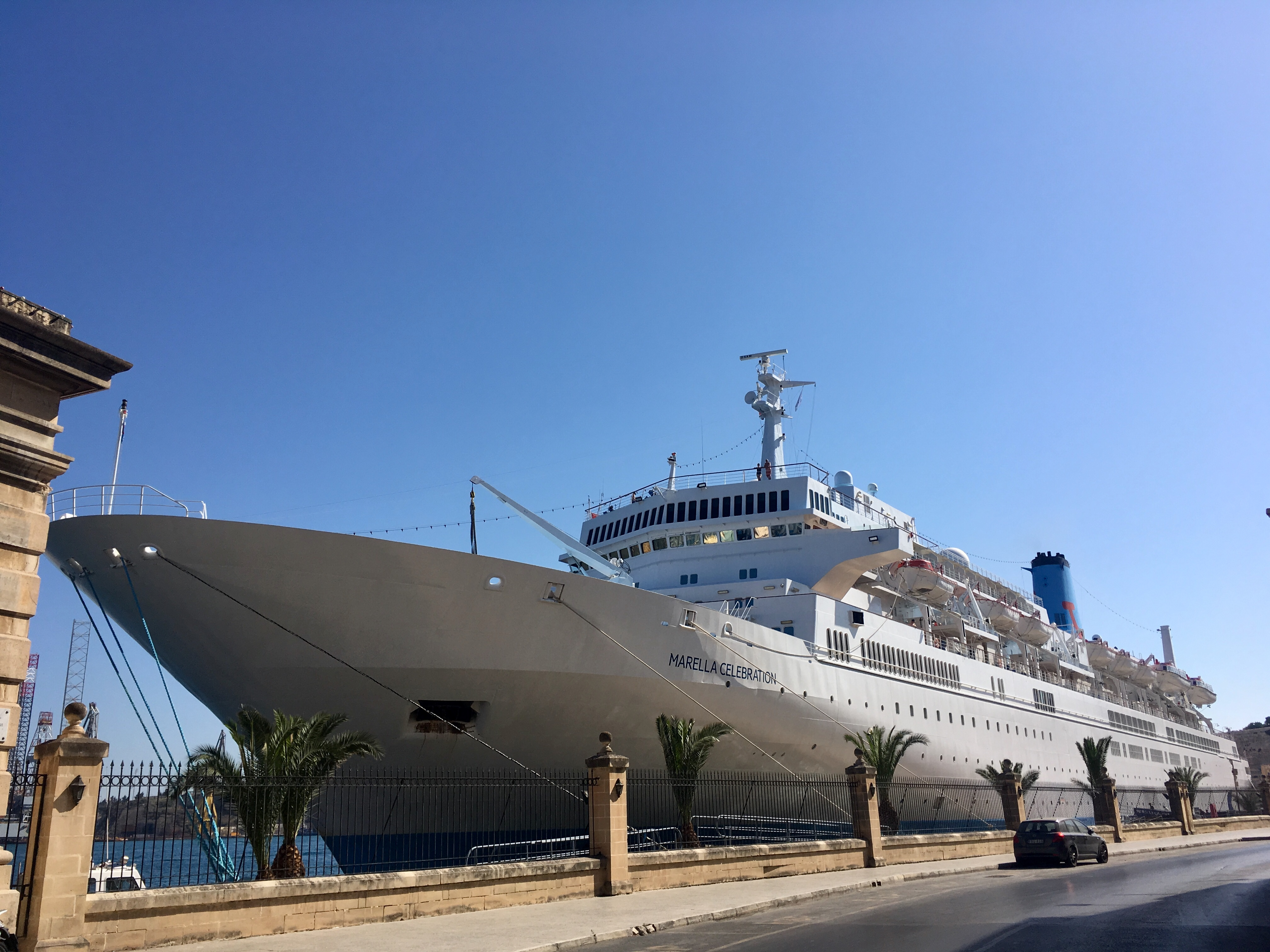
Die Marella Celebration in Valletta, August 2019

Die Noordam wurde im selben Jahr an den britischen Reiseanbieter Thomson Cruises verchartert, der sie in Thomson Celebration umbenannte. Das Schiff kam erneut unter der Flagge der Niederländischen Antillen mit Heimathafen Sint Marteen in Fahrt. Seit November 2008 fuhr die Thomson Celebration unter der Flagge Maltas mit Heimathafen Valletta. Im Juni 2010 kaufte TUI UK Ltd. das Schiff. Im Juni 2015 ging es in den Besitz der HAL Antillen NV über. 2017 wurde die Thomson Celebration infolge der Umbenennung der Reederei in Marella Cruises Marella Celebration umbenannt.
Die in Valletta registrierte Marella Celebration stand für Kreuzfahrten in ganz Europa im Einsatz. Im Zuge der COVID-19-Pandemie 2020 wurden alle Schiffe der Flotte von Marella Cruises vorübergehend außer Betrieb genommen. Im April 2020 kündigte Marella Cruises an, dass die Marella Celebration nicht wieder in Dienst gestellt werden soll. Das Schiff, das im Juli 2020 an Rota Shipping in Izmir verkauft wurde, wurde im Juli 2020 in Eleusis aufgelegt und später in Mare umbenannt. Im September 2022 wurde die Mare vom Schlepper Vernicos Sifnos nach Aliağa zur Verschrottung geschleppt.
Das ein Jahr ältere Schwesterschiff Nieuw Amsterdam blieb für die Holland-America Line bis 2000 im Dienst und war ab 2003 als Thomson Spirit ebenfalls für Thomson Cruises im Einsatz. Nach der Umbenennung des Betreibers wurde das Schiff im Jahr 2018 in Marella Spirit umbenannt, ging jedoch noch im selben Jahr zum Abbruch nach Indien.